# Tu (album)
Tu è il terzo album in studio del cantante italiano Umberto Tozzi, pubblicato nel 1978 dalla Compagnia Generale del Disco.

## Il disco
Leggenda vuole che quando il cantante torinese era alla Numero Uno, etichetta fondata da Lucio Battisti, scommise con lui che avrebbe dominato le classifiche con brani in giro armonico di base. E nel 1978 infatti uscì Tu (con Perdendo Anna sul lato B), motivetto estivo ed orecchiabile che fece lievitare anche le vendite dell'LP bissando il successo di Ti amo dall'anno precedente.
Nell'album sono presenti brani di notevole spessore come Tu domani, Zingaro e Perdendo Anna anche essi di grande impatto per le vendite del disco.

## Tracce
1. Tu
2. Hei sole
3. Tu domani
4. Come zucchero
5. Bella ma
6. Zingaro
7. Pensando a te
8. Perdendo Anna
9. Sogno CB

## Formazione
- Umberto Tozzi – voce, cori, chitarra
- Euro Cristiani – batteria, cori, percussioni
- Guido Guglielminetti – basso, cori, chitarra
- Tore Melillo – chitarra
- Roberto Zanaboni – tastiera